# Валя-Міке (Алба)
Валя-Міке (рум. Valea Mică) — село у повіті Алба в Румунії. Адміністративно підпорядковане місту Златна.
Село розташоване на відстані 286 км на північний захід від Бухареста, 23 км на захід від Алба-Юлії, 81 км на південь від Клуж-Напоки.

## Населення
Станом на 1 грудня 2021 року у селі проживало 340 осіб. З яких чоловіків — 163 осіб, жінок — 177 осіб.
За даними перепису населення 2002 року у селі проживали 457 осіб, усі — румуни. Усі жителі села рідною мовою назвали румунську.